# Al Karama, Libya
Al Karama, Libya là một thành phố của Libya. Thành phố Al Karama, Libya có diện tích km2, dân số thời điểm năm 2006 là 37.987 người. Đây là thành phố lớn 21 thứ tại Libya.